# Annika Hoydal
Annika Hoydal, född den 19 november 1945 i Tórshavn, är en färöisk sångerska, kompositör och skådespelerska.
Hon föddes i Tórshavn som dotter till Karsten Hoydal och Marie Louice Hoydal, född Falk-Rønne. Hennes bröder heter Egil, Kjartan och Gunnar. Hon växte upp under några år i Sydamerika och bodde senare även i Spanien och i Skottland. År 1973 blev hon utbildad skådespelerska på Statens Teaterskole, men redan 1966 debuterade hon med gruppen Harkaliðið som sångerska.
I dag bor hon i Köpenhamn och har gjort sig känd i flera länder. Hennes förbindelse med hemlandet Färöarna är stark och Färöarna är utgångspunkten i hennes verk. Hon är även en av William Heinesens alla beundrare, och till musikalbumet Til børn og vaksin  från 1975 finns Hans Andrias Djurhuus klassiska barnsång med. De flesta av texterna är skrivna av hennes bror Gunnar Hoydal som är en viktig diktare på Färöarna.

## Diskografi
Annika Hoydal
- 1973 – Til børn og vaksin
- 1977 – Annika og Jógvan
- 1981 – Mit eget land
- 1983 – Spor í sjónum
- 1983 – Spor i vandet
- 1991 – Dulcinea (färöiska)
- 1991 – Dulcinea (danska)
- 1997 – Havið
- 1997 – The Ocean
- 2000 – Stjerner mine venner (texter av William Heinesen)
- 2005 – Til børnini hjá børnunum! Frá Anniku!